# Raffaella Reggi
Raffaella Reggi (Faenza, 1965. november 27. –) olasz teniszezőnő. Pályafutása során egy Grand Slam-tornán diadalmaskodott vegyes párosban, öt egyéni és négy páros WTA-torna győztese.

## Év végi világranglista-helyezései
| Év       | 1987 | 1988 | 1989 | 1990 | 1991 | 1992 |
| Helyezés | 17.  | 23.  | 21.  | 23.  | 75.  | 56.  |